# Samuel Kahanamoku
Samuel Alapai „Sam“ Kahanamoku (geboren 4. November 1902 in Honolulu, Hawaii; gestorben 26. April 1966 ebenda) war ein US-amerikanischer Surfer und Schwimmsportler.

## Leben
Samuel Kahanamoku war ein jüngerer Bruder von Duke Kahanamoku, der 1912 und 1920 die olympische Goldmedaille über 100 m Freistil gewann. 1924 nahmen beide an den Olympischen Sommerspielen in Paris teil und starteten über 100 m Freistil. Samuel Kahanamoku gewann die Bronzemedaille hinter dem Sieger Johnny Weissmuller und knapp hinter seinem Bruder Duke.
Er arbeitete später als Immobilienmakler auf Hawaii.